# Société française d'assurances multirisques
SFAM (Société française d’assurances multirisques) è una società francese di intermediazione specializzata in assicurazioni per smartphone e multimedia la cui sede è a Romans-sur-Isère, nel dipartimento della Drôme. Nel mese di febbraio 2018, l’azienda è diventata il secondo azionista del gruppo Fnac Darty.

## Storia
SFAM è stata creata nel 1999 da Sadri Fegaier. SFAM è una filiale del Gruppo SFAM Développement, società per azioni semplificata posseduta nel 2018 principalmente da Sadri Fegaier (presidente fondatore) et dall’impresa Ardian. L’azienda ha dato il via alla sua attività commercializzando i suoi prodotti assicurativi per telefonia mobile nei propri punti di vendita nella regione Rodano-Alpi.
Nel 2009, la società debutta a livello nazionale con il lancio di un contratto di assicurazione totale dedicato alla telefonia e ai multimedia.
Nel mese di gennaio 2016, l’impresa Winch Capital 3, gestita da Edmond de Rothschild Investment Partners, assume una partecipazione minoritaria nel capitale del Gruppo SFAM. A partire dalla sua sede sociale sorta a Romans-sur-Isère, inaugurata a settembre 2016, l’impresa è riconosciuta per la sua forte crescita. A dicembre 2016, SFAM è candidata all’acquisizione di Viadéo (alla fine le Figaro sarà designato come rilevatario).
Nel mese di ottobre 2016, SFAM ha promesso 300.000 euro all'ONG Action contre la Faim per il suo programma di sostegno sociale e nutrizionale nell Madagascar. Sadri Fegaier, il presidente del gruppo SFAM, ha dichiarato: "Il nostro gruppo ha realizzato una grande crescita, vogliamo condividere il frutto dei nostri sforzi".
Nel 2017, SFAM rileva il call center B2S a Roanne e promette di creare da 150 a 200 nuovi posti. La società si sviluppa a livello nazionale con l'annuncio della sua nuova sede a Parigi e, all’estero, nei mercati spagnolo e svizzero. A luglio 2017, SFAM rileva l’agenzia di comunicazione digitale Actualys.
Il 6 febbraio 2018, SFAM acquista all’impresa Knight Vinke la sua partecipazione di più dell’11% nel gruppo Fnac Darty (335 milioni di euro), e ne diventa il secondo azionista con l’aiuto del gruppo di capitale-investimento Ardian che annuncia di aver acquisito una partecipazione minoritaria in SFAM.
Il 21 giugno 2018, SFAM è in testa della classifica HappyAtWork «delle aziende da 500 a 999 effettivi in cui i dipendenti sono contenti di lavorare».
Il 16 luglio 2018, FEF, la piattaforma di co-investimento costituita da CDC International Capital (filiale della Caisse des Dépôts) et Mubadala Investment Company, annuncia la sua assunzione di partecipazione in SFAM per l’occasione di un aumento di capitale che doveva finanziare la sua crescita.
Nel mese di luglio 2018, SFAM acquisisce il call center Armatis-LC di Roanne, comprensivo dei edifici e di 95 dipendenti.
Nel mese di gennaio 2021, SFAM cambia nome e diventa Indexia Group.
Le sue pratiche commerciali sono oggetto di numerose critiche e denunce in Francia ed altri Paesi.

## Sviluppo
La società, specializzata nella commercializzazione di prodotti di assicurazione con garanzia estesa è presente in Francia, Belgio e Spagna. Il gruppo ha annunciato di voler realizzare nel 2018 500 milioni di euro di fatturato, vantare 5 milioni di clienti e 2500 partner. Impiega 1600 dipendenti, in maggioranza dei consolenti telefonici. La società vuole developparsi in Italia, in Germania, nel Portugallo e nei Paesi Bassi quest'anno.